# Nathaniel Tuamoheloa
Nathaniel Tuifao Tuamoheloa (ur. 4 czerwca 1994) – zapaśnik z Samoa Amerykańskiego walczący w obu stylach. Olimpijczyk z Londynu 2012, gdzie zajął osiemnaste miejsce w kategorii 96 kg.
Zajął 22 miejsce na mistrzostwach świata w 2018. Trzeci na igrzyskach Pacyfiku w 2007. Siedmiokrotny medalista mistrzostw Oceanii w latach 2015 – 2018 roku.